# اليهود أنثروبولوجيا
اليهود أنثروبولوجياً، كتاب هو أحد مؤلفات العالم المصري جمال حمدان صدر في شهر فبراير 1967م والذي حاول فيه أثبات أن اليهود المعاصرين الذين يدعون الانتماء أصلاً إلى فلسطين ليسوا هم أحفاد اليهود الذين خرجوا منها في فترة ما قبل الميلاد، وإنما ينتمي هؤلاء إلى إمبراطورية الخزر التترية التي قامت بين بحر قزوين والبحر الأسود، والتي اعتنقت الديانة اليهودية في القرن الثامن الميلادي. الجدير بالذكر أن ذلك هو ما أكده بعد ذلك الكاتب آرثر كويستلر (بالإنجليزية: Arthur Koestler)‏ مؤلف كتاب القبيلة الثالثة عشرة (بالإنجليزية: The Thirteenth Tribe)‏ الذي صدر عام 1976م.
قد يقال انه تم دحض العديد من نظريات جمال حمدان لاحقًا. حيث تظهر اليوم ،  العديد من الدراسات الجينية الحديثة أن اليهود في جميع أنحاء العالم يشتركون في كميات كبيرة من أصول شرق أوسطية.الا ان ذلك متوقع جدا بفعل التزاوج بين الأعراق المختلفه و ليس  بسبب انتمائهم إلى أصول شرق اوسطية و على ذلك تعتبر نظريات جمال حمدان بشأن أصول اليهود المحتلين لفلسطين صحيحه تماما
قد يقال انه تم دحض العديد من نظريات جمال حمدان لاحقًا. حيث تظهر اليوم ،  العديد من الدراسات الجينية الحديثة أن اليهود في جميع أنحاء العالم يشتركون في كميات كبيرة من أصول شرق أوسطية.الا ان ذلك متوقع جدا بفعل التزاوج بين الأعراق المختلفه و ليس  بسبب انتمائهم إلى أصول شرق اوسطية و على ذلك تعتبر نظريات جمال حمدان بشأن أصول اليهود المحتلين لفلسطين صحيحه تماما

## هوامش
1. ↑  "اليهود أنثروبولوجيًا". مؤرشف من الأصل في 2022-06-27. اطلع عليه بتاريخ 2022-10-06.
2. ↑  "اسلام أون لاين-مجاهيل ومشاهير". مؤرشف من الأصل في 2010-09-13.
3. ↑  Katsnelson، Alla (3 يونيو 2010). "Jews worldwide share genetic ties". Nature. DOI:10.1038/news.2010.277.
4. ↑  Behar DM، Yunusbayev B، Metspalu M، Metspalu E، Rosset S، Parik J، Rootsi S، Chaubey G، Kutuev I، Yudkovsky G، Khusnutdinova EK، Balanovsky O، Semino O، Pereira L، Comas D، Gurwitz D، Bonne-Tamir B، Parfitt T، Hammer MF، Skorecki K، Villems R (يوليو 2010). "The genome-wide structure of the Jewish people". Nature. ج. 466 ع. 7303: 238–42. Bibcode:2010Natur.466..238B. DOI:10.1038/nature09103. PMID:20531471. S2CID:4307824.
5. ↑  Ostrer H، Skorecki K (فبراير 2013). "The population genetics of the Jewish people". Human Genetics. ج. 132 ع. 2: 119–27. DOI:10.1007/s00439-012-1235-6. PMC:3543766. PMID:23052947.
6. ↑  Frudakis، Tony (2010). "Ashkenazi Jews". Molecular Photofitting: Predicting Ancestry and Phenotype Using DNA. Elsevier. ص. 383. ISBN:978-0-08-055137-1.
7. ↑  Katsnelson، Alla (3 يونيو 2010). "Jews worldwide share genetic ties". Nature. DOI:10.1038/news.2010.277.
8. ↑  Behar DM، Yunusbayev B، Metspalu M، Metspalu E، Rosset S، Parik J، Rootsi S، Chaubey G، Kutuev I، Yudkovsky G، Khusnutdinova EK، Balanovsky O، Semino O، Pereira L، Comas D، Gurwitz D، Bonne-Tamir B، Parfitt T، Hammer MF، Skorecki K، Villems R (يوليو 2010). "The genome-wide structure of the Jewish people". Nature. ج. 466 ع. 7303: 238–42. Bibcode:2010Natur.466..238B. DOI:10.1038/nature09103. PMID:20531471. S2CID:4307824.
9. ↑  Ostrer H، Skorecki K (فبراير 2013). "The population genetics of the Jewish people". Human Genetics. ج. 132 ع. 2: 119–27. DOI:10.1007/s00439-012-1235-6. PMC:3543766. PMID:23052947.
10. ↑  Frudakis، Tony (2010). "Ashkenazi Jews". Molecular Photofitting: Predicting Ancestry and Phenotype Using DNA. Elsevier. ص. 383. ISBN:978-0-08-055137-1.